# Click (film)
Click is een Amerikaanse drama-, komedie- en fantasyfilm die is geregisseerd door Frank Coraci en geschreven door Steve Koren en Mark O'Keefe. De hoofdrollen zijn weggelegd voor Adam Sandler en Kate Beckinsale. Ook de acteurs David Hasselhoff en Christopher Walken hebben een rol in de film. De film werd genomineerd voor een Oscar voor beste make-up.

## Verhaal
Michael Newman is een succesvolle architect die promotie wil van zijn baas. Hierdoor werkt hij regelmatig over en heeft hij weinig tijd voor zijn vrouw Donna en zijn kinderen. Als hij op een avond de afstandsbediening van de tv kwijt is, gaat hij op zoek naar een universele afstandsbediening. Bij een winkel van Bed, Bath and Beyond krijgt hij een afstandsbediening van Morty, een uitvinder. Morty waarschuwt Michael echter: de afstandsbediening is niet te ruilen. De afstandsbediening blijkt zeer slim te zijn, hij kan ermee door zijn leven heen spoelen. De ingebouwde automatische piloot zorgt ervoor dat hij saaie of minder prettige gebeurtenissen in zijn leven kan overslaan, waaronder files, ziektes en ruzies met Donna.
Echter heeft de afstandsbediening ook een neveneffect, de afstandsbediening leert namelijk de voorkeuren van zijn gebruiker kennen en dus herhaalt het steeds een opdracht. Als de afstandsbediening keer op keer tegen de wil van Michael doorspoelt, loopt het mis. Jaren van zijn leven worden doorgespoeld doordat hij de afstandsbediening onbewust heeft geleerd om door te spoelen naar het moment dat hij promotie krijgt op zijn werk of tot aan het einde van een ziekte. Dit heeft catastrofale gevolgen: zijn vrouw scheidt van hem en trouwt opnieuw met iemand anders, hij mist de dood van zijn vader, de vervanging van zijn assistent op zijn werk, etc. Hij wil dat Morty de afstandsbediening terug neemt maar dit gaat niet doordat die steeds terugkeert naar zijn eigenaar.
Als zijn zoon (die ondertussen getrouwd is - daar was hij wel zelf bij) een huwelijksreis afzegt voor zijn werk, herkent hij zichzelf hierin. Hij is echter gekoppeld aan machines die hem in leven houden, maar gaat zijn zoon achterna, wetende dat hij zal sterven zonder die machines, om te zeggen dat je gezin voor gaat op je werk (de fout die hij maakte). Michael stort in en sterft, Morty zegt dat zijn tijd gekomen is, hierop spoelt de afstandsbediening terug naar het moment waar Michael op een bed in Bed, Bath and Beyond sprong (het moment voordat hij de afstandsbediening kreeg). Eerst denkt Michael dat het een droom is, totdat hij thuis de afstandsbediening op de kast ziet liggen. Aangezien hij op dat moment de afstandsbediening nog niet heeft gebruikt, is hij er dus nog niet aan verbonden en gooit hij het apparaat weg.

## Rolverdeling
| Acteur             | Personage                |
| ------------------ | ------------------------ |
| Adam Sandler       | Michael Newman           |
| Kate Beckinsale    | Donna Newman             |
| Christopher Walken | Morty                    |
| David Hasselhoff   | John Ammer               |
| Henry Winkler      | Theodore K. "Ted" Newman |
| Julie Kavner       | Trudy Newman             |
| Sean Astin         | Bill                     |
| Rachel Dratch      | Alice/Alan               |

## Trivia
- Dolores O'Riordan, zangeres van The Cranberries, zingt tijdens Bens bruiloft.
- De dochter van Kate Beckinsale heeft een rol in de film, ze speelt in de flashbacks van Michael.